# Scibe Airlift
Scibe Airlift (ursprünglich SBZ Cargo, später firmierend unter anderem als Scibe Airlift Cargo Zaïre, Scibe-Zaïre und Scibe-Airlift Congo) war eine in der Demokratischen Republik Kongo ansässige Fluggesellschaft, die ihren Betrieb im Jahr 1998 eingestellt hat. Das Unternehmen führte neben nationalen Linienflügen überwiegend internationale Frachttransporte durch.

## Geschichte

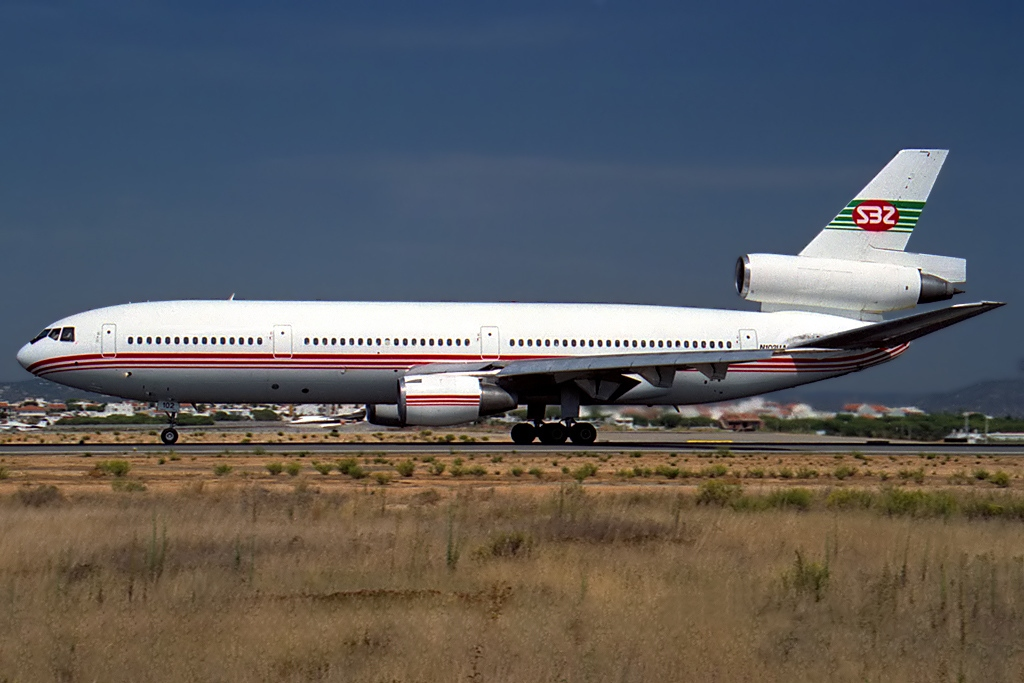
Eine McDonnell Douglas DC-10, die Scibe Airlift im Jahr 1992 auf Linienflügen nach Brüssel einsetzte.

Scibe Airlift wurde 1976 unter dem Namen SBZ Cargo (Société Bemba Zaïre) von dem Geschäftsmann Jeannot Bemba Saolona und Mitgliedern der Mobutu-Familie gegründet. Präsident Mobutu besaß (zumindest Mitte der 1980er-Jahre) ebenfalls Anteile an dem Unternehmen.
Der Flugbetrieb wurde am 22. Oktober 1976 mit einer Vickers Viscount 880C aufgenommen. Einem Monat später erhielt SBZ Cargo ein weiteres Flugzeug dieses Typs. Anfänglich beförderte die Gesellschaft Fracht und Personen überwiegend im Auftrag der Regierung innerhalb Zaires. Mit einer geleasten Lockheed L-100 Hercules, die das Unternehmen im November 1978 erhielt, erfolgten ab Anfang 1979 erstmals Frachtflüge nach Europa. Im selben Jahr wurde die Fluggesellschaft offiziell der Scibe-Unternehmensgruppe (Société Commerciale et Industrielle Bemba) angegliedert und zur Scibe Airlift Cargo Zaïre umfirmiert.
Im Jahr 1982 übernahm Scibe Airlift mit einer Boeing 727 ihr erstes Strahlflugzeug, das auf einem neu eingerichteten nationalen Liniennetz sowie für Frachttransporte eingesetzt wurde. Die Gesellschaft konnte ihr nationales Streckennetz schnell ausbauen und beförderte im Jahr 1985 erstmals mehr Passagiere als die staatliche Fluggesellschaft Air Zaire. Zur weiteren Expansion erwarb das Unternehmen fünf gebrauchte Flugzeuge des Typs Fokker 27, die 1986 übernommen wurden. Am Ende desselben Jahres flog das Unternehmen 28 Zielorte in Zaire regelmäßig an und setzte zudem zwei Boeing 707 auf internationalen Frachtflügen nach Europa und in den Mittleren Osten ein. Im Jahr 1987 übertrug Jeannot Bemba Saolona seinem Sohn Jean-Pierre Bemba die Leitung der Scibe Airlift. Einzelne Flugzeuge des Unternehmens wurden ab Ende der 1980er-Jahre auch kurzzeitig an andere Fluggesellschaften vermietet, unter anderem an die belgische Sobelair und die deutsche Aero Lloyd.
Im Jahr 1992 setzte die Gesellschaft zwei geleaste Großraumflugzeuge des Typs McDonnell Douglas DC-10 auf Passagierflügen nach Brüssel ein, wobei sie die Verkehrsrechte und Flugnummern der staatlichen Fluggesellschaft Air Zaire nutzte. Weil Scibe Airlift keine dauerhaften Landerechte von Seiten der belgischen Regierung erhielt, wurden die beiden Maschinen Anfang 1993 an die dominikanische Fluggesellschaft Taino Air weiter vermietet. Infolge der politischen Destabilisierung des Landes reduzierte die Gesellschaft die Anzahl ihrer nationalen Flugverbindungen ab 1993 erheblich und veräußerte im selben Jahr alle propellergetriebenen Flugzeuge. In der Folgezeit führte das Unternehmen überwiegend Frachttransporte durch. Im Sommer 1996 wurde die Gesellschaft wegen ihrer Beteiligung an der Flugzeugkatastrophe von Kinshasa zu Schadensersatzzahlungen in Höhe von 1,4 Millionen US-Dollar verurteilt.
Die engen Beziehungen zum Mobutu-Regime trugen entscheidend zum wirtschaftlichen Erfolg der Scibe Airlift bei. Nach dem Regierungswechsel im Jahr 1997 verlor die Gesellschaft alle Privilegien und wurde unrentabel. Im selben Jahr verließ die Familie Bemba das Land und ging nach Europa ins Exil. Die Fluggesellschaft wurde nach der Änderung des Staatsnamens zwar noch zur Scibe-Airlift Congo umfirmiert, führte aber ab Mitte 1997 nur noch wenige Flüge durch.  Die letzte lufttüchtige Maschine des Unternehmens, eine Boeing 707, wurde am 29. September 1998 auf dem britischen Flughafen Southend-on-Sea eingelagert. Im Jahr 2000 erfolgte die Auflösung der Fluggesellschaft Scibe Airlift.
Die gleichnamige Holding Scibe, die unter anderem auch Beteiligungen an der Fluggesellschaft Hewa Bora Airways besaß, blieb bestehen und setzte anschließend ein einzelnes Geschäftsreiseflugzeug des Typs BAe 125 für firmeninterne Aufgaben ein. Die Namensgleichheit der zwei Unternehmen führte vermutlich dazu, dass die Fluggesellschaft Scibe Airlift noch im Jahr 2006 auf einer von der EU veröffentlichten Flugverbotsliste geführt wurde.

## Illegale Waffentransporte
Während des Bürgerkriegs in Angola wurden die Flughäfen Zaires mit Zustimmung der Staatsführung als Umschlagsplätze für Waffen und sonstige militärische Güter genutzt. Viele dieser für die UNITA bestimmten Lieferungen wurden vom amerikanischen Geheimdienst CIA organisiert und durchgeführt.
Auch Scibe Airlift stand mehrfach in Verdacht an diesen Transporten beteiligt zu sein. Der Gesellschaft konnte aber erst Anfang 1997 eine Verwicklung nachgewiesen werden, als die Besatzung eines aus Brüssel eingetroffenen Scibe-Flugzeugs die Zollkontrolle auf dem Flughafen Ndjili verweigerte und anschließend bulgarische Waffen an Bord der Maschine gefunden wurden. Bereits Anfang der 1990er-Jahre hatte Jean-Pierre Bemba gemeinsam mit einem Sohn Mobutus zahlreiche Scheinunternehmen gegründet, die als Partnergesellschaften der Scibe Airlift fungierten und den Weitertransport der militärischen Güter nach Angola mit angemieteten Flugzeugen übernahmen. Eines dieser Flugzeuge verunglückte 1996 beim Start und verursachte die Flugzeugkatastrophe von Kinshasa, die zu den schwersten Unfällen der Luftfahrt zählt. Nach dem Sturz Mobutus und der Flucht der Familie Bemba aus dem Kongo flog Scibe Airlift ab 1997 vermehrt den Flughafen Entebbe in Uganda an, der ebenfalls in Verdacht stand als Waffenumschlagsplatz zu dienen.

## Zwischenfälle
- Am 10. September 1991 wurde eine Fokker 27 (Kennzeichen: 9Q-CBE) bei einem Feuergefecht in Uganda beschädigt und danach als Totalverlust abgeschrieben.[25]
- Am 13. Dezember 1992 flog eine Fokker 27 (9Q-CBH) nahe der Stadt Goma gegen einen Berg. Alle 37 Insassen kamen ums Leben.[26]
- Am 18. Januar 1994 stürzte ein Learjet 24 (9Q-CBC) infolge von Treibstoffmangel nahe Kinshasa ab. Die zwei Piloten kamen ums Leben.[27]
- Am 8. Januar 1996 verunglückte eine von Scibe Airlift angemietete Antonow An-32 (RA-26222) der russischen Moscow Airways beim Start auf dem Flughafen Kinshasa-N’Dolo. Die Maschine überrollte das Bahnende und raste in einen Marktplatz. Bei dem Unfall wurden mindestens 299 Menschen getötet (siehe Hauptartikel: Flugzeugkatastrophe von Kinshasa).

## Flotte

### Flotte bei Betriebseinstellung
Zum Zeitpunkt der Betriebseinstellung im September 1998 bestand die Flotte aus einer luftuntüchtigen Boeing 727-100 (eingelagert auf dem Flughafen Ndjili) und einer Boeing 707-320C.

### Zuvor eingesetzte Flugzeuge
- Beechcraft Super King Air 200
- Boeing 727-100C
- Canadair CL-601-3A
- de Havilland Canada DHC-6-300
- Fokker 27-400M und Fokker 27-500
- Learjet 24D
- Lockheed L-100-30 Hercules
- McDonnell Douglas DC-10-10 und DC-10-30
- Pilatus PC-6/B Turbo Porter
- Vickers Viscount 757 und 880C